# Saltos ornamentais no Campeonato Europeu de Esportes Aquáticos de 2022 - Trampolim 1 m individual masculino
A prova do trampolim 1 m individual masculino dos saltos ornamentais no Campeonato Europeu de Esportes Aquáticos de 2022 ocorreu no dia 18 de agosto no Foro Italico, em Roma na Itália. 

## Calendário
| Fase       | Data         | Hora  |
| ---------- | ------------ | ----- |
| Preliminar | 18 de agosto | 10:00 |
| Final      | 18 de agosto | 16:40 |

Todos os horários estão no horário local (UTC+1)

## Medalhistas
| Ouro               | Prata                   | Bronze               |
| Jack Laugher (GBR) | Lorenzo Marsaglia (ITA) | Giovanni Tocci (ITA) |

## Resultados
Esses foram os resultados da competição.
| Pos.              | Saltador             | Nacionalidade | Preliminar   | Preliminar   | Final         | Final         |
| Pos.              | Saltador             | Nacionalidade | Pontos       | Pos.         | Pontos        | Pos.          |
| ----------------- | -------------------- | ------------- | ------------ | ------------ | ------------- | ------------- |
| Medalha de ouro   | Jack Laugher         | Reino Unido   | 365.30       | 2            | 413.40        | 1             |
| Medalha de prata  | Lorenzo Marsaglia    | Itália        | 370.55       | 1            | 396.25        | 2             |
| Medalha de bronze | Giovanni Tocci       | Itália        | 355.75       | 4            | 386.20        | 3             |
| 4                 | Moritz Wesemann      | Alemanha      | 328.90       | 7            | 379.00        | 4             |
| 5                 | Jordan Houlden       | Reino Unido   | 337.95       | 5            | 372.05        | 5             |
| 6                 | Jules Bouyer         | França        | 337.65       | 6            | 365.60        | 6             |
| 7                 | Stanislav Oliferchyk | Ucrânia       | 327.85       | 8            | 343.20        | 7             |
| 8                 | Timo Barthel         | Alemanha      | 363.00       | 3            | 340.70        | 8             |
| 9                 | Guillaume Dutoit     | Suíça         | 326.90       | 9            | 338.60        | 9             |
| 10                | Danylo Konovalov     | Ucrânia       | 314.80       | 12           | 332.80        | 10            |
| 111               | Alberto Arévalo      | Espanha       | 323.40       | 10           | 305.05        | 11            |
| 12                | Gwendal Bisch        | França        | 317.35       | 11           | 295.95        | 12            |
| 13                | Elias Petersen       | Suécia        | 309.80       | 13           | Não avançaram | Não avançaram |
| 14                | Theofilos Afthinos   | Grécia        | 301.60       | 14           | Não avançaram | Não avançaram |
| 15                | Dariush Lotfi        | Áustria       | 300.30       | 15           | Não avançaram | Não avançaram |
| 16                | Jonathan Suckow      | Suíça         | 298.20       | 16           | Não avançaram | Não avançaram |
| 17                | Andrzej Rzeszutek    | Polónia       | 297.35       | 17           | Não avançaram | Não avançaram |
| 18                | David Ekdahl         | Suécia        | 279.85       | 18           | Não avançaram | Não avançaram |
| 19                | Tornike Onikashvili  | Geórgia       | 276.15       | 19           | Não avançaram | Não avançaram |
| 20                | Dimitar Isaev        | Bulgária      | 250.75       | 20           | Não avançaram | Não avançaram |
| 21                | Robert Łukaszewicz   | Polónia       | 226.65       | 21           | Não avançaram | Não avançaram |
| 22                | Alexander Hart       | Áustria       | 223.85       | 22           | Não avançaram | Não avançaram |
| 23                | Juho Junttila        | Finlândia     | 211.00       | 23           | Não avançaram | Não avançaram |
|                   | Irakli Sakandelidze  | Geórgia       | Não terminou | Não terminou | Não avançaram | Não avançaram |